# Výhybkář

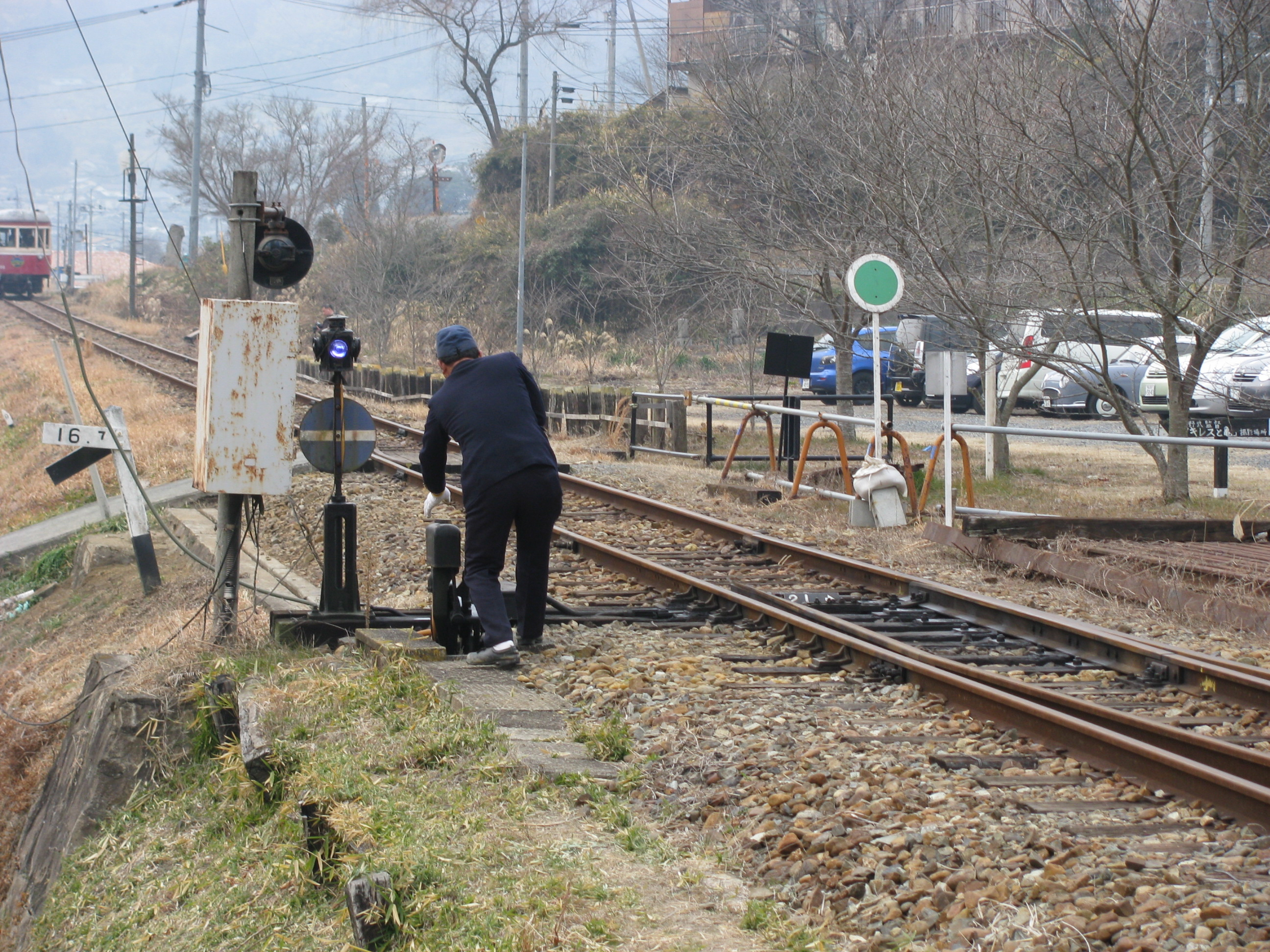
Pracovník přestavující výhybku v Japonsku

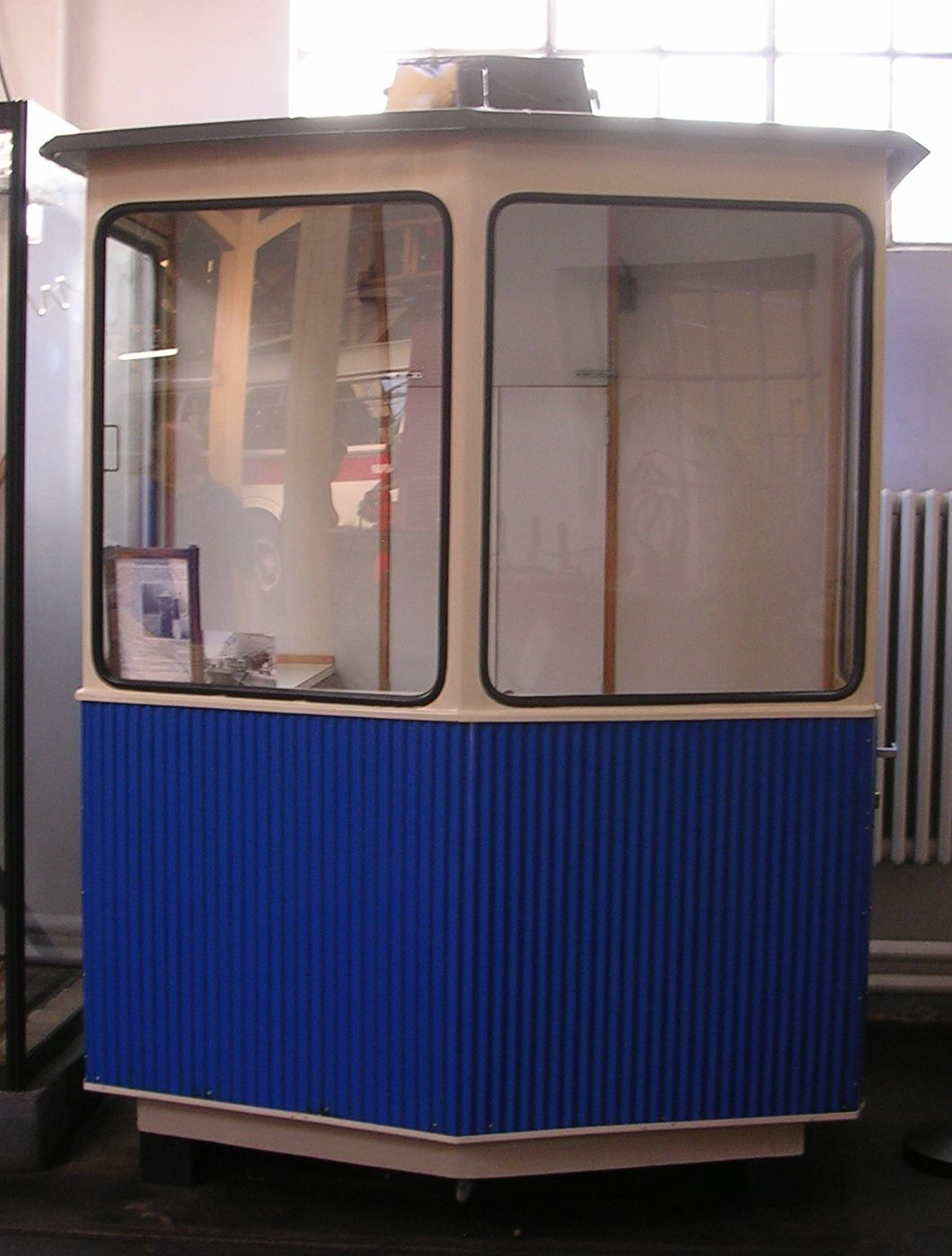
Tento typ výhybkářských budek vyrobený v letech 1963–1964 v Loděnici Libeň byl rozmístěn v Praze. Stejné budky sloužily i jako dispečerská stanoviště.

Výhybkář je pracovník určený k obsluze výhybek. 
Na síti Správy železnic je výhybkář společný název pro všechny zaměstnance určené k obsluze výhybek a výkolejek. Například: výhybkář, dozorce výhybek, signalista. Při posunu mohou plnit povinnosti výhybkáře i odborně způsobilí zaměstnanci dopravce, pokud to dovoluje ZDD. V dopravnách D3 a v dopravnách RB bez elektrických přestavníků plní povinnosti výhybkáře vždy odborně způsobilí zaměstnanci dopravce. Přestavuje na příkaz výpravčího nebo vedoucího posunu (není-li jím sám) ručně, místně nebo ústředně výhybky a tím mění jízdní cestu v rámci přiděleného obvodu kolejiště příslušné železniční stanice.
V tramvajovém provozu byla výhybkářská stanoviště, krytá původně dřevěnými, později plechovými budkami, zejména na frekventovaných traťových větveních, kde dosud nebylo instalováno automatické ovládání výhybek a kde by přestavování výhybek řidiči zdržovalo provoz a snižovalo kapacitu trati. V Praze například ještě v 90. letech 20. století byly výhybkáři z výhybkářské budky obsluhovány výhybky například u křižovatek Flora (odstraněno jako poslední v únoru 1998), Strossmayerovo náměstí nebo Palackého náměstí. Krátkodobě pak bylo výhybkářské stanoviště zřízeno kvůli urychlení provozu a zvýšení kapacity tratě v zastávce Vltavská v době po povodni v roce 2002, kdy tudy projížděly tramvajové i autobusové linky nahrazující přerušený provoz metra. Pracovník nastavující výhybky zatahujícím tramvajím ve vozovnách se označoval zavaděč. Obě tyto profese v českých podmínkách na přelomu 20. a 21. století prakticky zanikly. Výhybkář Dopravního podniku hl. m. Prahy 16. ledna 1969 v horní části Václavského náměstí hasil hořícího Jana Palacha. V provozních předpisech DPP dosud je stanovena návěst „Směr jízdy“, kterou dává ručně (nataženou dlaní pootočenou do příslušného směru) řidič výhybkáři, pokud další směr jízdy není zřejmý z označení vozu (manipulační jízdy, cvičné jízdy atd.). 